# Kirgisisches Reich

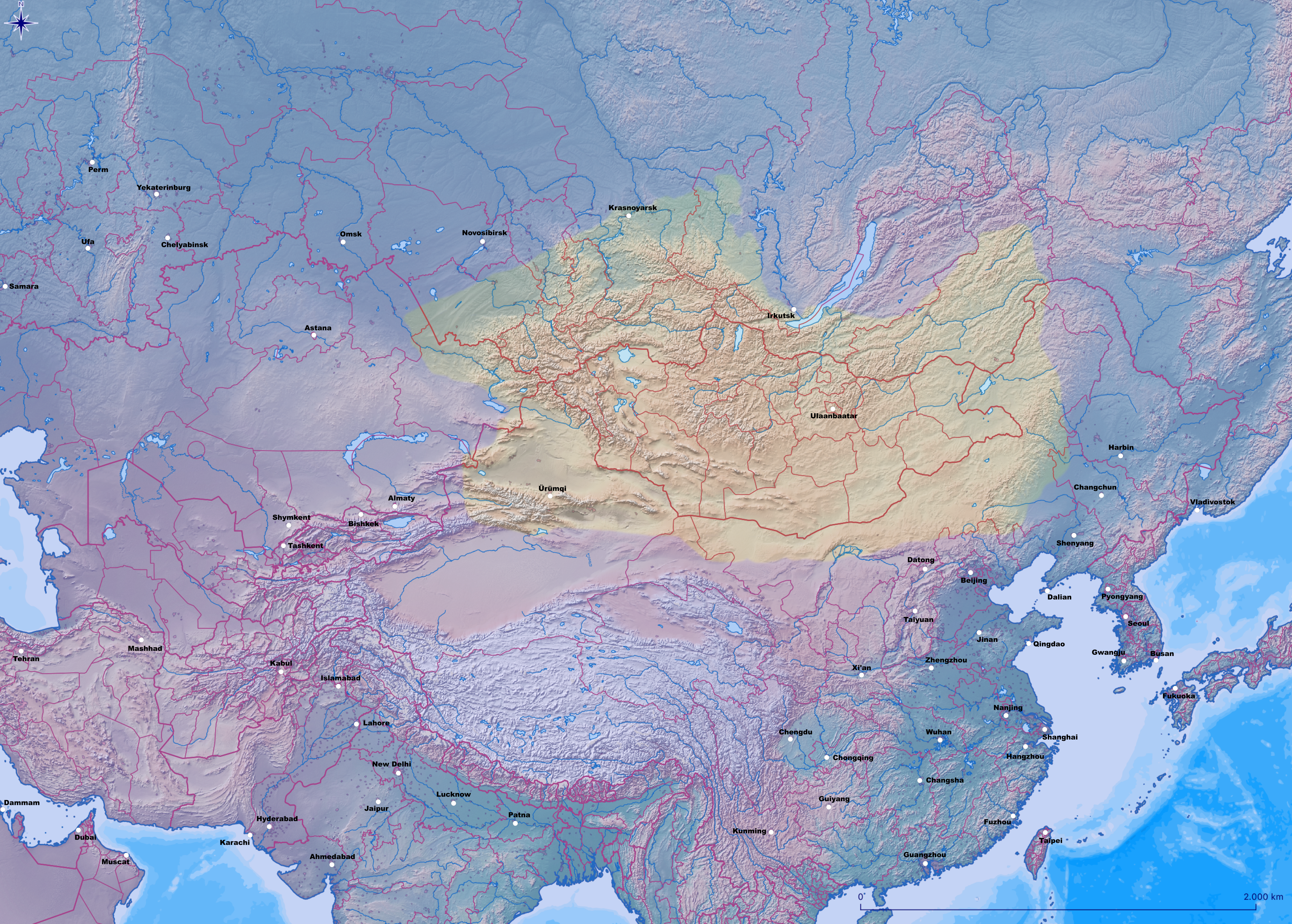
Reich der Kirgisen (840~924)

Kirgisisches Reich ist die Bezeichnung eines Steppenreiches, welches von den Jenissei-Kirgisen im nordöstlichen Zentralasien begründet wurde und das in der Zeit zwischen den Jahren 840 und 924 bestanden haben soll.

## Chronik
Die kirgisischen Stämme, die seinerzeit am Jenissei, im Minussinsker Becken und der nördlich anschließenden Senke lebten, zerstörten 840 das Uigurische Kaganat, begründeten jedoch nach Jürgen Paul kein Kaganat in der mongolischen Steppe. Dies darf nicht dahingehend missverstanden werden, dass die Kirgisen keinen Kagan gehabt hätten. Ein solcher ist in den Quellen bezeugt. Es soll wohl damit ausgedrückt werden, dass von den Jenissei-Kirgisen in der mongolischen Steppe nur eine lose Oberherrschaft ausgeübt wurde. Der deutsche Historiker Michael Weiers schrieb zum Beispiel über die kirgisische Herrschaft im ehemaligen Uigurenreich: 

„Nach chinesischen Angaben sollen alle uigurischen Stämme über ‚barbarisches Gebiet‘ zerstreut worden sein. Die Herrschaft der Kirgisen im Gebiet der ihrer Macht verlustig gegangenen Uiguren hinterließ kaum Spuren, da die Kirgisen die eroberten Uigurenterritorien lediglich als Hinterland ihrer Zentren ansahen, die damals noch am oberen Jenissej lagen. Die von den Kirgisen vernachlässigten Uigurenterritorien, in denen im 12. Jahrhundert auch Mongolen leben sollten, beherrschten im 10. Jahrhundert die Verbände der Kitan, die chinesische Quellen schon für den Beginn des 5. Jahrhunderts erwähnen.“

In der ersten Hälfte des 10. Jahrhunderts, um 924, sei das Reich von den Kitan überrannt worden und die Kirgisen hätten sich in ihre Stammlande am Jenissei zurückgezogen.
Nach der Ansicht des amerikanischen Turkologen Michael R. Drompp ist die Annahme einer irgendwie gearteten Herrschaft der Kirgisen über das mongolische Plateau eine, wenn auch von vielen Autoren wiederholte, Fantasie. Eine Präsenz der Kirgisen in diesem Gebiet sei nicht belegt. Auch die Zerstörung durch die Kitan sei nicht belegt. Aus den Quellen ergebe sich nur, dass die Liao, so der chinesische Name der herrschenden Kitan-Dynastie, im Jahr 924 ihre Herrschaft über die mongolische Steppe ausgedehnt habe, ohne dass über einen Konflikt mit den Kirgisen berichtet worden sei. Es seien lediglich diplomatische Beziehungen zwischen den Liao und den Kirgisen bezeugt. Die Kirgisen seien stets in ihren heimischen Regionen verblieben, was auch in ihrer großenteils sesshaften Wirtschaftsform mit signifikantem Anteil von Ackerbau begründet gewesen sei.
Die Kirgisen sandten Delegationen nach Tang-China, erhielten von dort aber nicht die erhoffte Anerkennung und konnten keine eigenen Handelsbeziehungen zu China knüpfen.
Das Kirgisische Reich ist vergleichsweise schlecht dokumentiert.